# 사회기독개혁당
사회기독개혁당({{llang|es|Partido Reformista Social Cristiano; PRSC)는 도미니카 공화국의 기독교민주주의 우파정당이다. 1984년 7월 24일 개혁당과 사회기독혁명당이 합당해서 창당했다.